# Cyrtodactylus gansi
Cyrtodactylus gansi är en ödleart som beskrevs av  Bauer 2003. Cyrtodactylus gansi ingår i släktet Cyrtodactylus och familjen geckoödlor. Inga underarter finns listade i Catalogue of Life.